# Велем-Эшван
Веле́м-Эшва́н (фр. Velesmes-Échevanne) — коммуна во Франции, находится в регионе Франш-Конте. Департамент — Верхняя Сона. Входит в состав кантона Гре. Округ коммуны — Везуль.
Код INSEE коммуны — 70528.

## География
Коммуна расположена приблизительно в 300 км к юго-востоку от Парижа, в 32 км северо-западнее Безансона, в 45 км к юго-западу от Везуля.
Вдоль северной границы коммуны протекает река Морт.

## Население
Население коммуны на 2010 год составляло 521 человек.
| 1962 | 1968 | 1975 | 1982 | 1990 | 1999 | 2010 |
| ---- | ---- | ---- | ---- | ---- | ---- | ---- |
| 392  | 397  | 418  | 401  | 450  | 444  | 521  |

## Экономика
В 2010 году среди 333 человек трудоспособного возраста (15—64 лет) 264 были экономически активными, 69 — неактивными (показатель активности — 79,3 %, в 1999 году было 68,6 %). Из 264 активных жителей работали 234 человека (132 мужчины и 102 женщины), безработных было 30 (17 мужчин и 13 женщин). Среди 69 неактивных 24 человека были учениками или студентами, 20 — пенсионерами, 25 были неактивными по другим причинам.